# Mikhailo Kotsiubinski
Mikhailo Mikhàilovitx Kotsiubinski (ucraïnès: Миха́йло Миха́йлович Коцюби́нський), (17 de setembre de 1864 - 25 d'abril de 1913) fou un autor ucraïnès els escrits del qual van descriure la vida típica d'Ucraïna a principis del segle xx. Les primeres històries de Kotsiubinski van ser descrites com a exemples de realisme etnogràfic; en els següents anys, amb el seu estil d'escriptura cada vegada més sofisticat, es va convertir en un dels escriptors impressionistes i modernistes ucraïnesos amb més talent. La popularitat de les seves novel·les feu que algunes d'elles es duguessin a la gran pantalla en pel·lícules soviètiques.

## Biografia
Va créixer a Bar, a la regió de Vínnitsia i a diversos pobles i ciutats de Podíl·lia, on el seu pare treballava com a funcionari. Va assistir a una escola religiosa de Xàrhorod entre 1876 i 1880. Durant aquest període, Les obres de Taràs Xevtxenko i Markò Vovtxok causaren sobre Mikhailo una impressió tan forta que va despertar en ell la vocació de ser escriptor.
Va continuar els seus estudis al Seminari Teològic de Kàmianets-Podilski, amb la intenció d'anar a la universitat, però aquest somni no es va realitzar. En 1881 la família Kotsiubinski, que des de feia algun temps anava fent tombs d'un cantó a l'altre, va tornar a Vínnitsia. En 1882 Kotsjubinsky fou arrestat per la seva connexió amb el moviment Naródnaia Vólia, i després del seu alliberament fou posat sota vigilància policial.
A causa de la difícil situació financera de la família, el jove no va poder continuar la seva educació: la seva mare era cega, i més tard (el 1886) el seu pare va morir. La responsabilitat d'una família bastant àmplia (8 persones) va recaure damunt les espatlles de Mikhailo. En 1886-1889, feu classes particulars i continuà estudiant de forma independent, i el 1891, després d'haver aprovat l'examen corresponent de l'escola real de Vinnitsa per a professor nacional, va treballar com a tutor. En aquell moment, ja havia estat influenciat pel despertar de la idea nacional d'Ucraïna. Els seus primers intents d'escriure prosa en 1884 també van ser escrits en llengua ucraïnesa: Andri Soloviko(Ukrainian: Андрій Соловійко).

### Primeres obres i recerca
De 1888 a 1890, va ser membre de la Duma Municipal de Vínnitsia. El 1890 va visitar Galítsia, on va conèixer diverses figures culturals d'Ucraïna com Ivan Frankòo i Volodímir Hnatiuk. Fou aquí a Lviv que es va publicar la seva primera història: Naixa Khatka (ucraïnès: Наша хатка).
Durant aquest període, va treballar com a tutor privat a Vínnitsia i rodalia. Allí, va poder estudiar la vida als pobles tradicionals d'Ucraïna, cosa que sovint va tornar a incloure en les seves històries, inclosa l'obra de 1891 Na viru ucraïnès: На віру i Dorohoiu tsinoiu (ucraïnès: Дорогою ціною) el 1901- 
Durant gran part dels anys 1892 a 1897, va treballar per una comissió que estudiava la fil·loxera del raïm a Bessaràbia i Crimea. Durant el mateix període, va ser membre de la germandat secreta de Tarassovs.
Es va traslladar a Txerníhiv (llavors Txernígov) el 1898 on va treballar com a estadístic a l'oficina d'estadístiques del zemstvo de Txerníhiv. També va estar actiu a la Comissió d'Arxius Acadèmics de la gubèrnia de Txernígov i va dirigir la societat Prosvita de Txerníhiv de 1906 a 1908.
A Txerníhiv va conèixer Vira Kotsiubinska Ustímivna (de soltera Deixa), es van enamorar, i ella es va convertir en la seva esposa. Aquí van créixer els seus fills: Iuri, Oksana, Irina i Roman. Setmanalment a la casa de l'escriptor s'aplegava la joventut literària de la ciutat. Entre d'altres, autors i poetes tan coneguts com Vassil El·lan-Blakitni, Mikola Voronoi i Pavlò Titxina.
Posteriorment, Kotsiubinski va començar a viatjar. Va recórrer gran part d'Europa. No era només la "crida de la seva ànima", sinó també la necessitat del tractament. Va visitar sovint l'illa italiana de Capri, on va ser tractat. Durant les visites a l'illa de Capri l'escriptor sovint es va reunir amb Maksim Gorki, fins i tot a l'hivern 1911-1912 vivia allà i va escriure les seves famoses obres "Els cavalls no tenen la culpa", ucraïnès: Коні не винні Koni ne vinni i "Regal en la festa d'aniversari", ucraïnès: Подарунок на іменини Podarunok na imenini.

### Escrits
Després de la revolució russa de 1905, Kotsiubinski pogué ser més obertament crític amb el règim tsarista rus, la qual cosa es pot veure a Vin ide (ucraïnès: ucraïnès: Він іде) i Smikh (ucraïnès: Сміх), ambdós del 1906 i Persona grata del 1907.

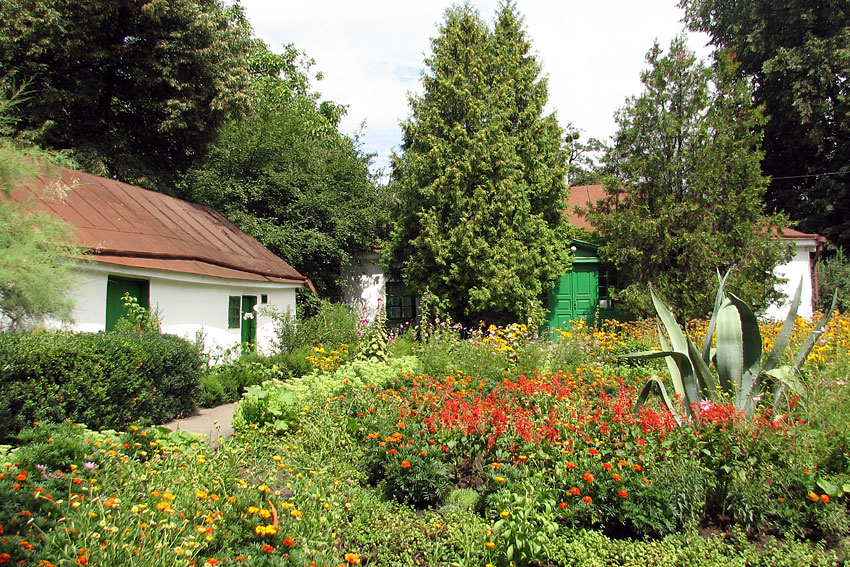
La casa de Vínnitsia on va néixer Mikhailo Kotsiubinski.

Fata Morgana, en dues parts de 1904 i 1910, és probablement la seva obra més coneguda. Aquí descriu els típics conflictes socials en la vida d'un poble ucraïnès.
Durant la vida de Kotsiubinski es van publicar prop de vint novel·les. Algunes d'ells s'han traduït a altres llengües europees.
Kotsiubinski va impressionar els seus contemporanis amb el seu coneixement de les ciències naturals. Va penetrar els misteris de la natura a través de la literatura científica i les seves pròpies observacions. Això el va ajudar a percebre més profundament, filosòficament, el món que l'envoltava, comprendre millor i reproduir amb més precisió la vida humana d'una forma orgànica amb tot el món. La naturalesa i l'home es fusionen en un tot, i se situen en una sèrie poètica-filosòfica.

### Mort
El 1911, la Societat d'Amics de les Ciències i les Arts d'Ucraïna va atorgar a Mikhailo Kotsiubinski una pensió de 2.000 rubles l'any per a tota la vida perquè pogués retirar-se del servei. No obstant això, l'escriptor cada cop se sentia pitjor. Patia d'asma i tuberculosi.
A l'hospital, Kotsiubinski es va assabentar de la mort del seu millor amic, el compositor Mikola Líssenko.
Mikhailo Kotsiubinski moria el 25 d'abril de 1913. Van ser enterrat a les Muntanyes Bòldini de Txerníhiv, un lloc favorit per als seus passejos diaris.

### Honors
Durant el període soviètic, Kotsiubinski va ser honrat com a realista i demòcrata revolucionari. Es va obrir un museu de memòria literària a Vínnitsia el 1927 a la casa on va néixer. Més tard es va crear un monument a prop del museu.
a casa de Txernívhiv on va viure durant els últims 15 anys de la seva vida es va convertir en un museu el 1934; el Museu Regional Memorial Literari de Txerníhiv de Mikhailo Kotsiubinski. La casa conté les pertinences personals de l'autor. Al costat de la casa hi ha un museu que es va inaugurar el 1983, que conté manuscrits, fotografies, revistes i relíquies familiars de Kotsiubinski, així com informació sobre altres escriptors ucraïnesos.
Diverses pel·lícules soviètiques s'han basat en les novel·les de Kotsiubynski com Koni ne vinni (1956), Dorohoiu tsunoiu (1957) i Tini zabútikh prèdkiv (1967).

### Família
Al gener del 1896 es va casar amb Vira Kotsiubinska Ustímivna (Deixa) (1863–1921).
Un dels seus fills, Iuri Kotsiubinski (1896–1937), fou comandant bolxevic i de l'Exèrcit Roig durant la Guerra Civil de 1917-1921. Més tard, va ocupar diversos càrrecs alts dins del Partit Comunista d'Ucraïna, però el 1935 va ser expulsat del partit. A l'octubre de 1936, va ser acusat de tenir contactes contrarrevolucionaris i juntament amb altres bolcheviques, haver organitzat un centre trotskista ucraïnès. L'any següent, va ser sentenciat a mort i executat. Va ser rehabilitat el 1955.Iuri va tenir un fill, de nom Oleh.
La seva filla Oksana Kotsiubinska es va casar amb Vitali Primakov. (10 de maig de 1898 - gener de 1920). Va participar en la revolució i la guerra civil. Va morir durant el part.
La seva filla Irina (12 de juliol de 1899 - 1977), és autora de memòries.
El seu fill Roman (2 de setembre de 1901 - 29 de desembre de 1937), del del 1921 va servir als cosacs de Txervon.
La seva neboda, Mikhailina Khomivna Kotsiubinska (1931), és una filòloga ucraïnesa i especialista literària. És doctora honorífica de l'Acadèmia Nacional de la Universitat de Kíiv-Mohila.